# Ampedus erythrogonus
Ampedus erythrogonus ist ein Käfer aus der Familie der Schnellkäfer (Elateridae) und der Unterfamilie der Ampedinae. Der Artname erythrogonus kommt aus dem Griechischen und bedeutet nach Sigmund Schenkling „mit rotem Knie“.

## Merkmale
Die Käfer erreichen eine Länge von 5,5 bis 7,5 Millimetern, sie gehören damit zu den kleineren Schnellkäfern. Der Körper ist schwarz, während die Schildvorder- und -hinterwinkel des Halses sowie die Fühler und Beine eine rötlich braune Farbe aufweisen.
Als Lockmittel zur Paarung werden Pheromone eingesetzt. Hauptbestandteil ist hierbei hauptsächlich Dimethylvinylcarbinol und zu kleineren Anteilen cis-Verbenol und Ipsdienol.

## Verbreitung
Ampedus erythrogonus ist eurytop, das heißt in unterschiedlichen Biotopen in Europa verbreitet, in Nordeuropa nur bis zum 64. Breitengrad, wobei der Käfer in Schweden ausgestorben und der Bestand in Dänemark bedroht ist. Das Vorkommen ist nicht alpin. Nach der polnischen Datenbank Coleoptera Poloniae ist er zum Beispiel in Polen häufiger in den Bergen als im Flachland. Er ist anzutreffen in feuchten Laubwäldern, wobei diese jedoch einen hohen Anteil an Alt- und Totholz aufweisen müssen. Dort lebt er unter Borke (mit anderen Worten corticol), die sich schon gelockert hat, und im Holzmulm. Vereinzelt sind die Käfer auch auf Gebüschen anzutreffen.
Die Drahtwurm-Larve lebt in schon faulenden Stämmen und Stümpfen von Laubbäumen wie Eichen und Erlen, dort im pilzmycelhaltigen Holz, aber auch in Mischwäldern mit zum Beispiel Kiefern. Erlenstümpfe werden häufig gemeinsam mit den Drahtwürmern des Schnellkäfers Ampedus nigrinus bewohnt, diese bevorzugen jedoch die feuchteren tieferen Bereiche. Nach der polnischen Datenbank Coleoptera Poloniae scheint es in Polen eine Präferenz für Nadelbäume wie Fichten, Tannen und Kiefern zu geben, seltener Laubbäume wie Eichen, Buchen und Ahorne wie zum Beispiel Berg-Ahorn.

## Status
Der Bestand der Art gilt als nicht gefährdet („least concern)“. Die letzte Evaluierung für die Rote Liste gefährdeter Arten erfolgte am 5. Juni 2009.

## Synonyme
Folgende synonyme wissenschaftliche Namen und Schreibweisen finden sich zu Ampedus erythrogonus in der wissenschaftlichen Literatur:
- Elater erythrogonus, Müller 1821
- Elater concolor, Stierlin 1862